# Casimir Lefaucheux

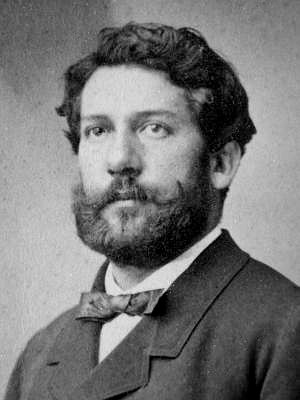
Casimir Lefaucheux, um 1830

Casimir Lefaucheux (* 26. Januar 1802 in Bonnétable; † 9. August 1852 in Paris) war ein französischer Büchsenmacher und Waffenschmied sowie der Erfinder der Lefaucheux-Patrone.

## Leben
Casimir Lefaucheux erhielt im Jahre 1827 sein erstes Patent für einen Hinterlader. Im Jahr 1832 verbesserte er seine Erfindung, indem er eine Sportwaffe mit einem Kipplauf versah. Die dazugehörigen Papier-Patronen waren im Bodenbereich mit Karton verstärkt und zündeten über damals übliche Anzündhütchen. Waffen dieses Typs wurden von der französischen Armee getestet, aber abgelehnt, weil die Patronen nicht robust genug waren.
Lefaucheux erfand im Jahr 1836 eines der ersten wirksamen und eigenständigen Patronensysteme, das er mit einer Stiftzündung ausstattete. Damit folgte er der Pionierarbeit von Jean Samuel Pauly aus den Jahren 1808 bis 1812. Die Lefaucheux-Patrone bestand aus einer kurzen Kupferhülse mit dem Zündmechanismus, Schwarzpulver und einer Kartonhülse mit dem eingesetzten Geschoss oder Schrotpaket. Lefaucheux entwickelte damit auch eines der ersten gut funktionierenden Hinterladersysteme.
Im Jahr 1846 wurde das Lefaucheux-System von Benjamin Houllier verbessert, indem er die zweiteilige Hülse durch eine Ganzmetallhülse aus Kupfer oder Messing ersetzte. Casimir Lefaucheux nahm im Jahre 1851 an der Weltausstellung Great Exhibition in London teil. Für seine Patronen wurde er dort mit einer Auszeichnung geehrt. Gleichzeitig präsentierte er auf der Weltausstellung eine Waffe für seine Patrone in Form eines Bündelrevolvers. Dieser Bündelrevolver war die erste praktisch funktionierende Handwaffe mit einer Einheitspatrone.

## Eugène Lefaucheux
Der Sohn von Casimir Lefaucheux, Eugène Lefaucheux, führte das Werk seines Vaters fort und verbesserte das System. Bereits 1854 – vor Rollin White – ließ er die zylindrisch durchbohrte Revolvertrommel in Frankreich patentieren. Im Jahr 1858 wurde der Revolver Lefaucheux M1858 von der französischen Marine eingeführt. Es war der erste Revolver mit Metallpatronen, der in den Staatsdienst übernommen wurde.

## Abbildungen

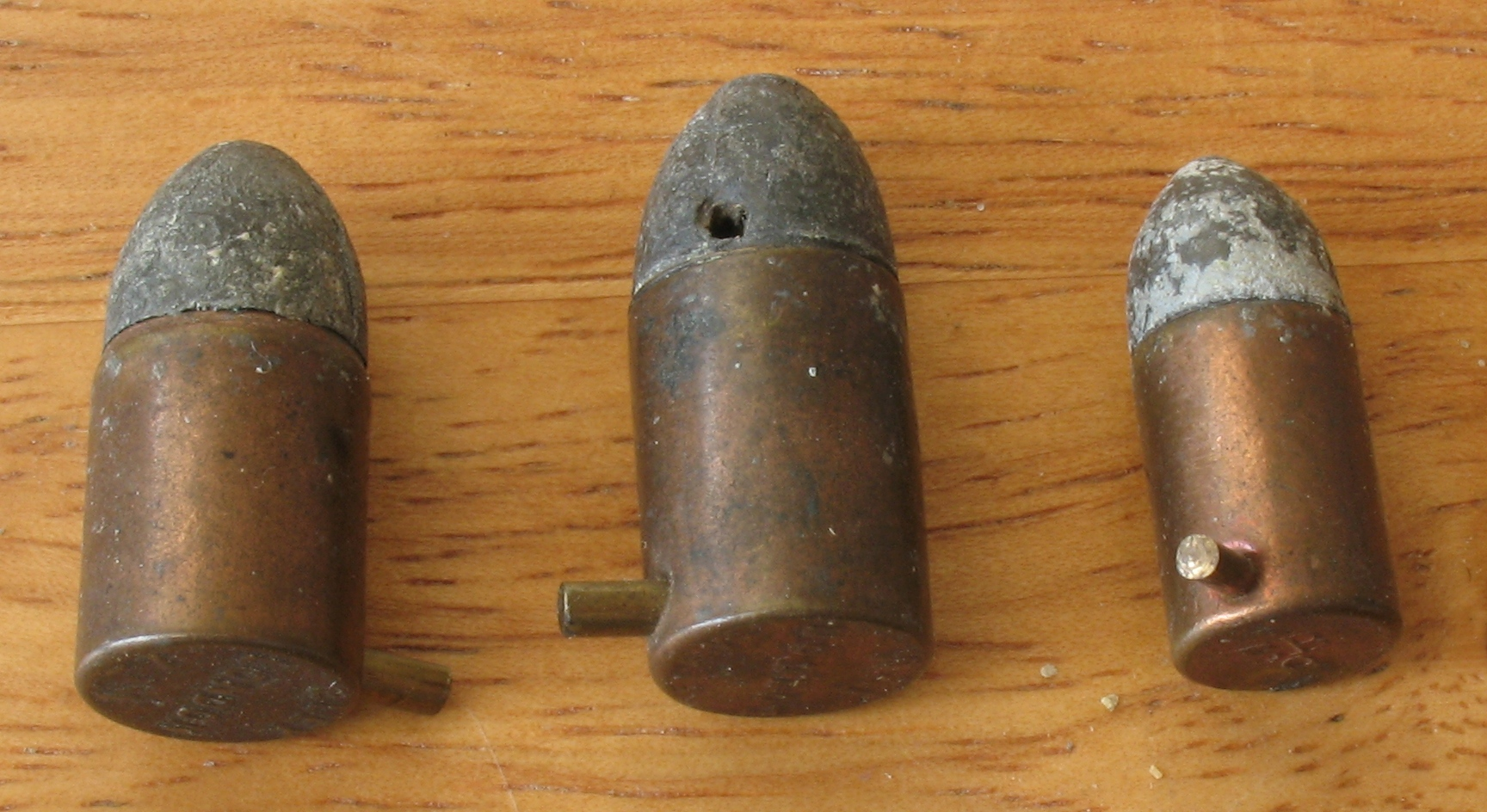
Lefaucheux-Stiftpatronen
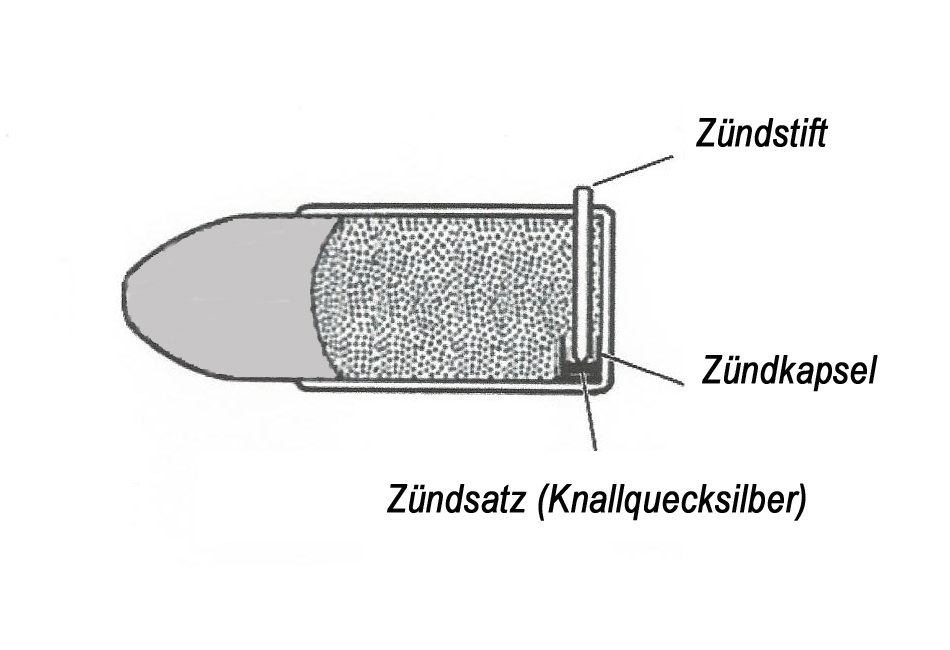
Schnittzeichnung einer Lefaucheux-Stiftpatrone
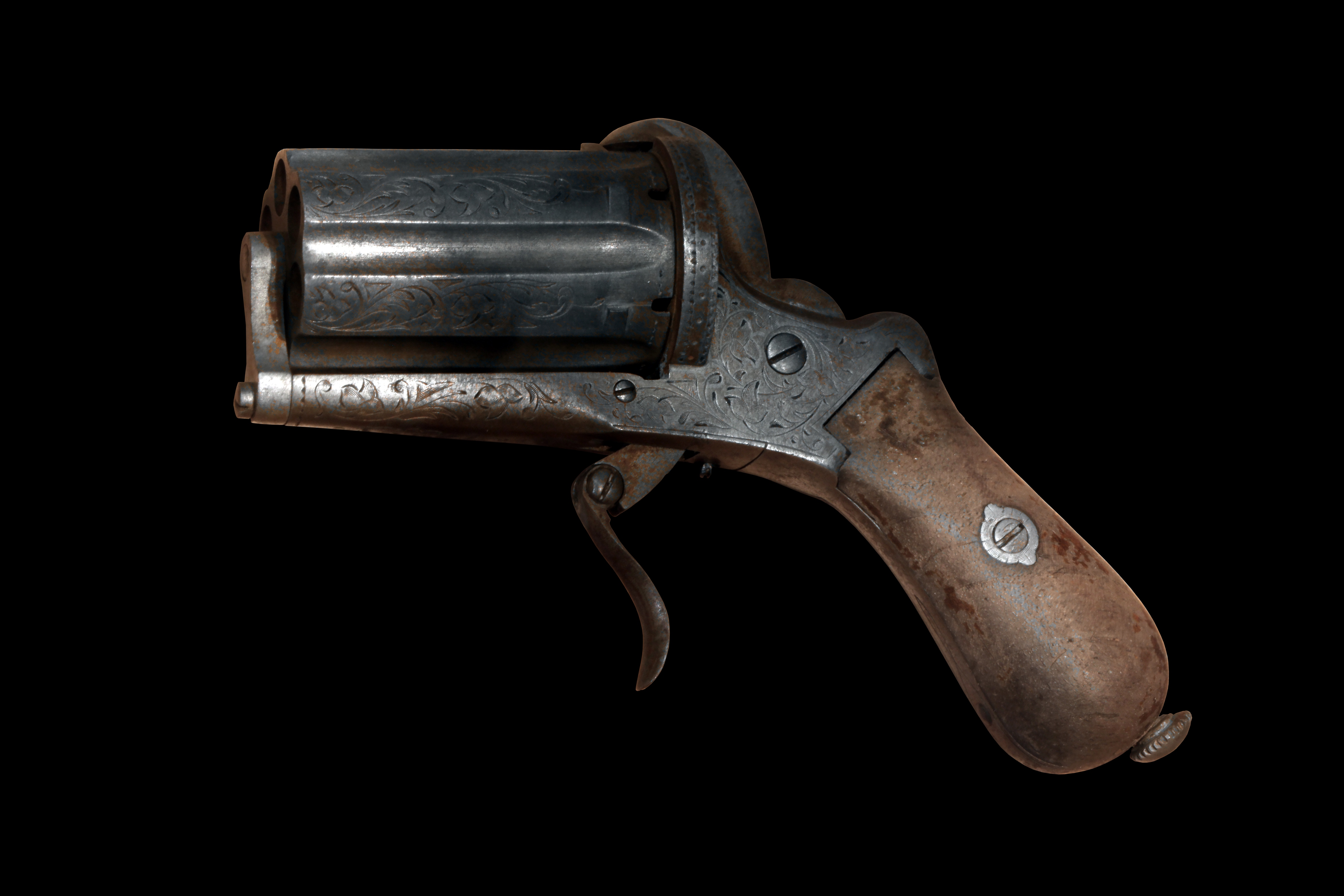
Bündelrevolver für Stiftpatrone